# نظام باولر للاتصالات
نظام باولر للاتصالات هو بروتوكول مفتوح طوره نيرون روبوتكس لتبسيط الاتصالات بين مكونات الأنظمة الإلكترونية المادية.